# Jevgenij Prigožin
Jevgenij Viktorovič Prigožin (rusko Евгений Викторович Пригожин), ruski podjetnik, oligarh in paravojaški vodja, * 1. junij 1961, Leningrad, † 23. avgusta 2023, Tverska oblast, Rusija.
Bil je tesen zaupnik ruskega predsednika Vladimirja Putina. Prigožina so klicali »Putinov kuhar«, ker je v svojih restavracijah in gostinskih podjetjih prirejal večerje za Putina in tuje dostojanstvenike. Nadzoroval je splet podjetij, med drugim Skupino Wagner, s strani države podprto armado ruskih plačancev, ki deluje v Afriki, Siriji in Ukrajini; in tri podjetja, ki so obtožena, da so se vmešavala v volitve v ZDA v 2016 in v 2018. Prigožin je dolgo zanikal kakršno koli povezavo z Wagnerjem, vendar je v videu septembra 2022 videti Prigožina v zaporu Mari El, kjer rekrutira zapornike in jim obljublja svobodo, če bodo šest mesecev služili v skupini. 26. Septembra 2022 je Prigožin poleg tega priznal, da je maja 2014 ustanovil skupino Wagner posebej za podporo ruskim silam v vojni v Donbasu. Prigožin je tudi dolgo zanikal svojo vlogo pri vmešavanju Rusije v ameriške volitve, vendar je novembra 2022 priznal svojo vlogo v tovrstnih operacijah in izjavil, da se bodo nadaljevale. Februarja 2023 je priznal tudi, da je ustanovitelj in dolgoletni vodja ruskega podjetja »Agencija za internetne raziskave«, ki izvaja spletno propagando in širi dezinformacije.
Sam Prigožin je devet let sedel v zaporih v Sovjetski zvezi. Po Bellingcat, Insider in Der Spiegel  je dokazano, da so Prigožinove operacije »tesno povezane z Ruskim obrambnim ministrstvom in njegovo obveščevalno roko GRU«. Prigožin, njegova podjetja in sodelavci so predmet ekonomskih sankcij in kazenske ovadbe v ZDA. FBI ponuja nagrado do 250.000 dolarjev za informacije, ki bi vodile do aretacije Prigožina.
V rusko-ukrajinski vojni je Prigožin kritiziral rusko obrambno ministrstvo zaradi korupcije in napačnega vodenja vojne. 23. junija 2023 je vodil upor skupine Wagner proti ruskemu vojaškemu vrhu in njen pohod na Moskvo. Upor je bil naslednjega dne odpoklican, obtožbe proti Prigožinu pa so opustili v zameno za to, da je svoje sile preselil v Belorusijo.
Natanko dva meseca po uporu je Prigožin umrl v strmoglavljenju letala z desetimi potniki v Tverski oblasti severno od Moskve. Raziskave so pokazale, da je strmoglavljenje bilo najverjetneje posledica eksplozivne naprave na krovu letala.

## Zgodnje življenje
Prigožin se je rodil v Leningradu (zdaj Sankt Petersburg) 1. junija 1961, Mati Violeta Prigožina (Rusko: Виолетта Пригожина), ga je, potem ko je njegov oče zgodaj umrl, vzgajala kot samohranilka in delala v lokalni bolnišnici. Izučil ga je očim Samuil Žarkoj, trener za tek na smučeh, Obiskoval je prestižni atletski internat,kjer je diplomiral leta 1977. Njegova športna kariera a se ni obnesla.
Novembra 1979 je Prigožin bil v Leningradu pogojno obsojen za tatvine. Leta 1981 so ga obsodili na dvanajst let zapora po členih rop, goljufije in vpletanje mladoletnih v kriminal, vendar so ga leta 1988 pomilostili in leta 1990 izpustili. Prigožin je tako v zaporu preživel devet let.

## Kariera v gostinstvu, restavracijah in igralnicah
Leta 1990 sta po odpustu iz zapora z očimom ustanovila mrežo za prodajo hrenovk. Kmalu so se, kot je prebrati v Times intervjuju,  "so se rublji začeli kopičiti hitreje, kot pa jih je mati lahko preštela." Postal je tudi 15-odstotni deležnik in vodja podjetja Contrast,  prve verige trgovin z živili v Sankt Peterburgu, ki ga je osnoval Boris Spektor, sošolec iz njegovega internata. S Prigožinom kot izvršnim direktorjem sta Spektor in Igor Gorbenko odprla prve igralnice v Sankt Peterburgu pod imenom CJSC Spectrum (rusko ЗАО «Спектр»). Ustanovili so tudi Viking CJSC (rusko ЗАО «Викинг»). Ko so leta 1995 prihodki začeli padati, je Prigožin prepričal režiserja Kirila Ziminova, da odpreta restavracijo. Odprla sta  v Sankt Peterburgu Staro carinarnico (rusko Старая Таможня). Leta 1997 so Prigožina navdihnile restavracije na bregovih Sene v Parizu - z Ziminovim sta porabila 400.000 dolarjev za prenovo zarjavele barke na reki Vjatki in odprla plavajočo restavracijo z imenom Novi  otok, ki je postala ena najbolj priljubljenih kuhinj  v Sankt Peterburgu. Izjavil je, da so njegovi pokrovitelji »želeli videti kaj novega v svojem življenju in naveličali so se jesti kotlete z vodko«. Leta 2001 je Prigožin osebno stregel Vladimirju Putinu in francoskemu predsedniku Chiracu, ko sta  večerjala v Novem otoku. Gostil je tudi  leta 2002 ameriškega predsednika Georgea Busha. Leta 2003 je Putin praznoval rojstni dan v Novem otoku. Do leta 2003 je Prigožin odpustil poslovne partnerje, ustanovil lastne neodvisne restavracije in postal Putinov zaupnik, očitno prostih rok pri nezakonitih dejavnostih in brez strahu pred pregonom.
Njegovo podjetje, Concord Catering, je dobilo na stotine milijonov vladnih pogodb za šolsko hrano in delavce vlade. Leta 2012 je prejel pogodbo o dobavi obrokov ruski vojski v vrednosti 1,2 USD milijarde za eno leto. Nekateri dobički iz te pogodbe naj bi tudi šli za zagon in financiranje Agencije za spletne raziskave.
Leta 2012 je svojo družino preselil v zgradbo v Sankt Peterburgu s košarkarskim igriščem in pristajališčem za helikopter. Ima zasebno letalo in 115-metrsko jahto.
Fundacija Za Boj Proti Korupciji je Prigožina obtožila koruptnih poslovnih praks. Ocenili so, da je njegovo nezakonito premoženje vredno več kot milijardo rubljev. Aleksej Navalni je trdil, da je bil Prigožin povezan s podjetjem Moskovski Školnik (moskovski šolar), ki je moskovskim šolam dobavljalo hrano slabe kakovosti, kar je povzročilo izbruh griže.
Po Novaji Gazeti oktobra 2018 je Evgenij Guljajev vodja varnostne službe Prigožina.
11. decembra 2019, na »dan junakov« ali »dan junakov domovine«, je podjetje MSK LLC (rusko ООО "Мск"), ki ima isto telefonsko številko kot Concord Catering, dobilo plačilo 4.1 milijon rubljev za banket v Kremlju. Leta 2018 je Uprava predsednika plačala MSK LLC le 2,5 milijon rubljev za isti banket v Kremlju.

## Skupina Wagner
Prigožina je bil soustanovitelj skupine Wagner, armado plačancev pod okriljem Kremlja, ki je kot zasebna ponudnica vojaških storitev vpletena v različne oborožene spopade. Februarja 2018 je napadla kurdske sile v Siriji, ki jih podpirajo ZDA; skušala je zavzeti naftnega polja. Med povračilnim napadom ameriških letal je 80-100 njenih plačancev bilo ubitih, 200 pa ranjenih.
Washington post je poročal, da je Prigožin pred akcijo 7. februarja bil v tesnem stiku z ruskimi in sirskimi vojaškimi uradniki. O stikih med Prigožinom in skupino Wagner je poročal tisk v Rusiji in ZDA. Skupino vodi Dimitrij Utkin, ki je bil nekoč odgovorni za varnost Prigožina. Oseba po imenu Dimitrij Utkin je bila navedena tudi kot generalni direktor Prigožinove Concord Management. Od leta 2011 dalje je Prigožinova mati Violeta Prigožina lastnica Concorda. Concord in Prigožin sta zanikala kakršno koli povezavo s skupino Wagner, vendar je podjetje novembra 2016 ruskim medijem potrdilo, da je isti Dimitrij Utkin, ki vodi skupino Wagner, zdaj zadolžen za Prigožinova živilska podjetja. Poročali so tudi, da se v vzhodni Ukrajini bori s proruskimi silami. Novembra 2022 je nekdanji ruski zapornik, izpuščen pod pogojem, da se pridruži Skupini Wagner pri napadu na Ukrajino, dezertiral na ukrajinsko stran. Po tem ko ga je skupina Wagner ujela, so ga usmrtili s kladivom po glavi,  in umor objavili v propagandnem videu - razumeti ga je kot prizadevanje za Putinovo naklonjenost. Prigožin je komentiral: "po mojem bi film morali imenovati: 'pes umre kot pes' ...Odlično, na cilj usmerjeno delo, gledal v eni sami sapi. Upam, da med snemanjem ni nastradala kaka žival.”
Julija 2018 so v Srednje-afriški Republiki umorili tri ruske novinarje, ki so delali za do ruske vlade pogosto kritično novinarsko organizacijo, ko so skušali raziskati dejavnosti skupine v tej državi. Ruska vlada je oktobra 2017 začela sodelovati s predsednikom Srednje-afriške republike. Rusko zunanje ministrstvo je v odgovoru na umore poudarilo, da so mrtvi novinarji potovali brez uradne akreditacije.
Aprila 2022, med Rusko invazijo na Ukrajino leta 2022, so poročali, da je Prigožin odpotoval v Donbas, da osebno nadzira kampanjo skupine. Na fotografiji ga je videti v vojaški delovni uniformi, skupaj s članom  Ruske Dume Vitalijem Milonovim, na poti na fronto.
Avgusta 2022 je skupina začela postavljati oglasne table za zaposlovanje novih članov v Rusiji. Nekdanji novinar in opazovalec skupine Denis Korotkov je dejal: »Zdi se, da so se odločili, da svojega obstoja ne bodo več skušali skrivati.«
Septembra 2022 je pod roko objavljen video razkril, kako Prigožin skuša zaposliti obsojence, da okrepijo ruske sile na fronti v vojni proti Ukrajini. Obsojencem je rekel: »Nihče se ne vrne nazaj za rešetke« in tistim, ki jim predlog ni bil po volji: »ali zaporniki ali pa vaši otroci - odločite se«. Video so posneli v kazenski koloniji v Joškar-Ola z namenom dopolniti udarne čete, obstajajo dokazi, da so obsojence rekrutirali že prej iz zapora v Sankt Peterburgu. Prigožin je 26. Septembra neposredno odstopil od svojih prejšnjih trditev, da ni povezan s skupino, in na ruskem družabnem spletišču VK priznal, da je v resnici skupino Wagner, »da bi zaščitil Ruse«, ustanovil maja 2014, ko se »začel genocid ruskega prebivalstva v Donbasu.«, kar je kasneje priznal, da je laž za upravičevanje interesov oligarhov in ruske oblasti po Ukrajini. Pojasnil je, da je že od samega začetka igral osebno vlogo, češ da je »našel strokovnjake, ki bi lahko pomagali«, potem ko se je sam lotil »[čiščenja] starega orožja in [razvrščanja] neprebojnih jopičev«. Potrdil je tudi dotlej s strani ruske vlade zanikane obtožbe, da je bila skupina, v skladu z ruskimi čezmorskimi interesi, delovala v drugih državah in izjavil, da so Wagnerjanci  s tem, da so »branili sirski narod, druge narode arabskih držav, revne Afričane in prebivalce Latinske Amerike, postali stebri naše domovine«. 1. oktobra 2022 je o poveljnikih ruske vojske dejal, da »je treba vse te barabe poslati na fronto bose, samo z brzostrelko.« Člane Ruske dume pod kontrolo Putina je imel za »nekoristne« in je dejal, da bi morali »poslanci na fronto«, ter dodal, da »morajo tisti, ki že leta govorijo s tribun, začeti nekaj početi.»« Washington Post je poročal, da je bil Prigožin eden redkih ljudi, ki si je upal Putinu govoriti o "napakah" ruskih vojaških poveljnikov v vojni v Ukrajini.
23. Oktobra 2022 je Prigožin dejal, da njegove sile napredujejo 100 do 200 m (330 do 660 ft) na dan, za katerega je trdil, da gre za normo sodobne vojne. Pohvalil je ukrajinske branilce Bahmuta: »naše enote nenehno prihajajo v stik z najhujšim sovražnikovim odporom in ugotavljam, da je sovražnik dobro pripravljen, motiviran in deluje samozavestno in harmonično.«

## Agencija za internetne raziskave
Prigožin naj bi financiral in usmerjal mrežo podjetij, med drugim  podjetji Agencija Za Internetne Raziskave Ltd. (rusko ООО «Агентство интернет-исследований»), in Concord Management and Consulting ter še eno sorodno družbo. Podjetja so obtožili trolanja po spletu in poskusa vplivati na predsedniške volitve v ZDA leta 2016 in splošno na politične dogodke zunaj Rusije.
Ruski novinar Andrej Sošnikov je odkril, da je bil Aleksej Soskovec, ki je pred časom bil aktiven v ruski Mladinski politični skupnosti, neposredno v stiku z izpostavo Agencije za internetne raziskave v Olginu. Njegovo podjetje, Severozahodna servisna Agencija, je dobilo 17 ali 18 (po različnih virih) pogodb za organizacijo praznovanj, forumov in športnih tekmovanj na okrožju Sankt Peterburg. Agencija je bila edina udeleženka polovice teh ponudb. Poleti 2013 je agencija zmagala na razpisu za opravljanje transportnih storitev za udeležence tabora Seliger.

### Poganjki
V kampanjah proti opoziciji leta 2013 sta bili udeležena Dimitrij Bikov in takratna voditeljica RIA Novosti, Svetlana Mironjuk; domača stran naj bi se, kot piše na njej, borila proti lažnim novicam (Gazeta O Gazetah), prišla pa jim je prav, ko je šlo za širjenje lažnih novic.

## Mednarodne sankcije
Decembra 2016 je Ministrstvo za finance ZDA dalo  Prigožin na seznam za sankcije zaradi podpiranja visokih uradnikov Ruske federacije.
Junija 2017 so v zvezi z vojno v vzhodni Ukrajini ZDA aktivirale sankcije za eno od Prigožinovih podjetij, Concord Management and Consulting  .
Januarja 2018 je ameriško ministrstvo za finance imenovalo tudi Evro Polis Ltd za sankcije. Evro Polis je rusko podjetje, ki je sklenilo pogodbo s sirijsko vlado za zaščito sirskih naftnih polj v zameno za 25-odstotni delež v proizvodnji nafte in plina na teh poljih. Za podjetje je bilo navedeno, da je v lasti ali pod nadzorom Prigožina. Sankcije zahtevajo, da je treba blokirati kakršno koli premoženje ali deleže v lastnini določenih oseb, ki so v lasti ali pod nadzorom ameriških oseb ali ki so znotraj Združenih držav. Poleg tega so transakcije ameriških oseb, med drugih teh oseb (vključno s podjetji), na splošno prepovedane.
Septembra 2019 so v zvezi z ruskim vmešavanjem v volitve v ZDA leta 2016 sankcionirale še tri podjetja Prigožina (Avtoleks Transport, skupino Berateks in Linburg Industries).
Februarja 2022 je bila EU dodala Agencijo za internetne raziskave na seznam sankcioniranih podjetij zaradi  dezinformacijskih kampanj z namenom manipulirati javno mnenje in "zaradi aktivne podpore ukrepom, ki spodkopavajo in ogrožajo ozemeljsko celovitost, suverenost in neodvisnost Ukrajine."
Po navedbah Združenih držav so se Prigožinove dejavnosti vmešavanja v volitve in spodkopavanja javnega mnenja razširile na azijske in afriške države. Imenovali so ga tudi EU, Kanada, Združeno kraljestvo in Avstralija.

## Kazenske ovadbe ZDA
16. februarja 2018 so Prigožin, Agencija Za Internetne Raziskave, Concord Management, drugo povezano podjetje in drugi povezani ruski posamezniki v ZDA prišli na obtožnico  velike žirije  (grand jury). Obtožen je za financiranje in organizacijo operacij z namenom vmešavati se v ameriške politične in volilne procese, med drugim c  Predsedniške volitve 2016 in druga kazniva dejanja, vključno s krajo identitete. Obtožbe proti upravi Concord so bile 16. Marca 2020 zaradi predsodkov zavrnjene.
Februarja 2021 je bil Prigožina dodali na seznam želenih (angl. »wanted list«) Zveznega preiskovalnega urada (FBI).
Februarja 2022 so ZDA uvedle vizumske omejitve in zamrznile premoženje Prigožina, njegove žene, sina in hčerke zaradi ruske invazije na Ukrajino 2022.
Julija 2022 je ameriško zunanje ministrstvo razpisalo nagrado v višini do 10 milijonov dolarjev za informacije o Prigožinu, o Agenciji za internetne raziskave in o drugih subjektih, vpletenih v vmešavanje v volitve v ZDA leta 2016.
7.novembra 2022 je Prigožin dejal, da se je vmešal v ameriške volitve in se bo vmešaval tudi v prihodnje.

## Interesi v Afriki
V letu 2018 je Prigožin ustanovil številne interese v Afriki s pomočjo svojih plačancev v Skupini Wagner in okoli 100-200 političnih svetovalcev. Prigožin je uveljavil interese zlasti na  Madagaskarju in v Srednje-afriški Republiki (CAR), poleg tega pa v državah kot so: Demokratična republika Kongo, Angola, Senegal, Ruanda, Sudan, Libija, Gvineja, Gvineja Bissau, Zambija, Zimbabve, Kenija, Kamerun, Slonokoščena obala, Mozambik, Nigerija, Čad, Južni Sudan in Južna Afrika. Peter Bičkov (rusko Петр Александрович Бычков) je odgovoren za usklajevanje »ekspanzije v Afriki«. Po članku z dne 20 April 2018 v Kommersantu je Jaroslov Ignatovski (rusko Ярослав Ринатович Игнатовский; rojen 1983, Leningrad) vodja Politgena (rusko Политген) in politični strateg, ki je za Prigožina usklajeval trolanje v Afriki.

### Srednje-afriška Republika
V Srednje-afriški republiki (CAR) se od začetka 2018 v jugozahodni Prefekturi Lobaye zahodno od Banguija, s Prigožinom povezano podetje družba Lobai Invest ukvarja s pridobivanjem diamantov, zlata, in drugih rudnin. Po srečanju jeseni 2017 Sergejem Lavrovim v Sočiju in junija 2018 po srečanju z Vladimirjem Putinom v Sankt Peterburgu je Faustin-Archange Touadera, predsednik Srednjeafriške republike, po nasvetu svojega svetovalca za nacionalno varnost Valerija Zaharova (rusko Валерий Захаров) povečal rusko prisotnost v CAR in dovolil 5 ruskim vojaškim svetovalcem in 170 ruskim izvajalcem, da  začne januarja 2018 z gradnjo v bližini Bobangui v Berengu, kjer stoji nekdanja palača Jean-Bédel Bokassa, 60 kilometrov jugozahodno od Banguija. Od decembra 2017 dalje je dovoljeno po Kimberley postopku pridobivati diamante na jugozahodu CAR. Pod vodstvom direktorja Evgenija Hodotova (rusko Евгений Ходотов) ki je vpleten v  varnost za Touadera prek podjetja Sewa Security Service, sta Lobaye Invest ustanovila (prek M-Investa) Dimitrij Siti (rusko Дмитрий Сытый) in hčerinsko podjetje M-Finance ki ga je ustanovil Prigozhin. V noči na 31. Julij 2018 so trije ruski novinarji Aleksander Rastorguev (rusko Александр Расторгуев), Orhan Dzhemal (rusko Орхан Джемаль), in Kirill Radchenko (rusko Кирилл Радченко), ki so jih poslali Mihail Hodorkovski- sponzorirani Center za upravljanje preiskav (SDG) (rusko Центр управления расследованиями (ЦУР)), so bili ubiti severno od Sibut medtem ko so preiskovali poslovanje Lobaja Investa in Rusov na vzhodu CAR na Zlatem Polju Ndassima za prihajajoči film. 15.aprila 2019 je Putin v okviru misije OZN v CAR poslal 30 ruskih vojakov v podporo interesom investicij v Lobajo. Od 18. decembra 2020 je več sto Rusov s težkim orožjem podprlo ofenzivo na Bangui, ki je vključevala kontingente vojakov iz Ruanda. 27.maja 2021 so bili trije Rusi ubiti, ko je eksplodirala obcestna bomba. Od leta 2012 do maja 2021 po podatkih DZ, po ocenah se je v CAR borilo od 800 do 2000 ruskih plačancev.

## Finančna podpora Mariji Butini  leta 2019
Maja 2019 je Marija Butina (obtožena delovanja v ZDA kot zastopnica tuje vlade; zlasti Ruske federacije) zaprosila za pomoč pri plačilih odvetniških honorarjev. Februarja 2019 je Valerij Butin, Butinin oče, povedal Izvestia, da je hči svojim ameriškim odvetnikom dolgovala 40 milijonov rubljev (659.000 ameriških dolarjev). Prigožinov Sklad za zaščito nacionalnih vrednot, ki ga upravlja Peter Bičkov, je daroval 5 milijonov rubljev zagovorniku Butine.

## Finančna podpora Saifu Gadafiju
Marca 2020 so razkrili, da je Prigožin finančno pomagal Saif Al-Islamu Gadafiju, sinu preminulega strmoglavljenega libijskega voditelja Moamammar Gadafija, z namenom, da mu pomaga leta 2019 osvojiti libijsko predsedstvo.

## Osebno življenje in družina
Prigožin je poročen z Ljubovo Valentinovno Prigožino, farmacevtko, lastnico mreže butikov, znanih kot Muzej Čokolada (rusko «Музей шоколада») v Sankt Peterburgu. Leta 2012 je odprla svoj prvi »luksuzni dnevni spa«, Crystal Spa & Lounge ki je leta 2013 osvojil tretje mesto na tekmi za Perfect Urban Day Spa . Njen kristalni Spa & Lounge, ki se nahaja ob Ulica Žukovskega v Sankt Peterburgu je prejel oblikovalsko podporo Valerija Uvarova. Je lastnik centra dobrega počutja v Leningradska regija in butični hotel, imenovan Kristalno Spa & Residence ki je leta 2013 prejel nagrado Perfect Spa Project. Je lastnica nove tehnologije SPA LLC (rusko ООО «Новые технологии СПА»), ki se nahaja na parceli 1, Graničnaja ulica v parku Lahta, Sestroretsk, Okrožje Kurortni, Sankt Petersburg, Prav tako je zakonita lastnica Agate (rusko Агат). Leta 2022 so Prigožino sankcionirale Evropska Unija, ZDA, Nova Zelandija, Švica, Japonska, Ukrajina in Kanada zaradi dejavnosti njenega moža ob ruski invaziji na Ukrajino.
Imata hčerko Polino in sina Pavla. ZDA, Kanada, Japonska, Nova Zelandija, Avstralija, Ukrajina in Združeno kraljestvo ju imajo na spisku zaradi njune vpletenosti v očetove dejavnosti.
Njegova mati Violeta Prigožina, nekdanja učiteljica in zdravnica, je zakonita lastnica Concord Management and Consulting LLC (rusko ООО "Конкорд менеджмент и консалтинг") od leta 2011 Etalon LLC (rusko Эталон) od leta 2010 in Credo LLC (rusko Кредо) od leta 2011. Projekt Prigožina "zaliv otokov" (rusko Залив островов) v bližini Lahte razvija podjetje Singer-Development LLC (rusko Зингер-Девелопмент), ki ima od januarja 2018 enako telefonsko številko kot Violeta Prigožina Etalon LLC. Prigožino imajo na spisku Evropska Unija, Švica, Ukrajina, Združeno kraljestvo, Japonska in Nova Zelandija zaradi dejavnosti njenega sina  v ruski invaziji na Ukrajino.

## Smrt
23. avgusta 2023 je med letom iz Moskve v Sankt Peterburg strmoglavilo letalo s Prigožinom na krovu, umrlo je vseh 10 ljudi na krovu. Telegram kanal povezan s skupino Wagner je trdil, da je letalo sestrelila ruska protiletalska obramba nad Tversko oblastjo,  česar pa niso potrdili posnetki brez vidnih sledi raket. ZDA in drugi zahodni uradniki so ocenili, da je vzrok strmoglavljenja najverjetneje bila eksplozivna naprava na krovu.
Prigožin je bil pokopan 29. avgusta v Sankt Peterburgu.
6. septembra je Glavni obveščevalski direktorat Ukrajine poročal, da ni uspel potrditi smrti Prigožina. Volodimir Zelenski je smrt potrdil 10. septembra in jo navajal kot dodaten razlog za nezaupanje v vsa pogajanja z Rusijo.
22. decembra je The Wall Street Journal navajal vire zahodnih in ruskih obveščevalnih služb, ki so poročali, da je strmoglavljenje letala bilo delo Putinove desne roke, Nikolaja Patruševa. Ta naj bi Putinu predložil načrt za atentat, po odobritvi pa so v letalo pred vzletom nastavili bombo. Putin je medtem predstavil verzijo vzroka nesreče - eksplozijo ročne granate na krovu - in trdil, da so bili potniki verjetno pod vplivom alkohola in drog. Institute for the Study of War je Putinove trditve označil za bizarne in kot poskus preusmerjanja krivde s Kremlja.

## Priznanja
Prigožin je prejel leta 2022 Naziv Junaka Ruske federacije..
Leta 2022 ga je Projekt poročanja o organiziranem kriminalu in korupciji nagradil kot najbolj korumpirano osebo leta